# Morsbach (Mosela)
Morsbach é uma comuna francesa na região administrativa de Grande Leste, no departamento de Mosela. Estende-se por uma área de 5,09 km². Em 2010 a comuna tinha 2 720 habitantes (densidade: 534,4 hab./km²).